# Jacobo María de Parga
Jacobo María de Parga y Puga (Santo Tomé de Vilacoba, Abegondo, 17 de mayo de 1774 - Madrid, 17 de abril de 1850) fue un científico, jurista y político español, miembro fundador de la Real Academia de Ciencias Exactas, Físicas y Naturales.

## Biografía
Hijo de Antonio de Parga y Pérez de Pazos y de Francisca de Puga y Flores de Cancio, Jacobo María de Parga pertenecía a una importante familia hidalga, señores del Pazo de Santo Tomé de Vilacoba; su hermano, Antonio María, fue también un destacado personaje de su época, siendo uno de los diputados que firmaron las Constitución de 1812.  
En 1790, con dieciséis años, ingresó en la Universidad de Santiago de Compostela, donde cursó la carrera de Derecho, graduándose en 1793 de bachiller en Leyes y en 1796 de bachiller en ambos Derechos. En 1796 fue designado secretario de cámara del obispo de Mondoñedo, cargo que ejerció durante muy poco tiempo. A solicitud propia, fue elegido miembro correspondiente de la Real Academia de la Historia en 1802, y en 1804 comenzó su carrera administrativa como oficial en la Secretaría de Estado y del Despacho Universal de Hacienda. 
Con la Guerra de la Independencia, en 1809 figuró como oficinista de la Junta Gubernativa del Reino y en 1812 alcanzó por ascenso la plaza de oficial primero en dicha Secretaría de Gobernación del Reino. El 12 de marzo de 1814 se le concedió la distinción de caballero pensionista de la Orden de Carlos III y fue nombrado por Fernando VII ministro de Capa y Espada quedando adscrito al Supremo Consejo de Hacienda, donde permanecería, a pesar de los grandes cambios político hasta 1834. Un año más tarde fue nombrado vocal de la Junta de Protección del recientemente creado Museo de Ciencias Naturales y, por Real Orden de 1816, se le designó miembro de la Junta de Crédito Público.
Constituida ese mismo año la Comisión de Reclamaciones contra Francia para el cumplimiento de los acuerdos y tratados firmados con ese país, fue nombrado comisario regio y destinado a París, puesto que abandonaría por deseo propio dos años más tarde.
También en 1816 fue nombrado académico de la de Ciencias de Baviera y de la de Medicina de Madrid y, al año siguiente, miembro de la Sociedad Imperial Mineralógica de San Petersburgo.
Restablecido el régimen liberal en 1820, Fernando VII, considerándole persona de su absoluta confianza, le nombró el 22 de marzo ministro interino de Gobernación en el Gobierno de Evaristo Pérez de Castro. pero la Junta Provisional Gubernativa, dudando de su liberalismo, impugnó la elección, viéndose el Rey obligado a decretar su cese el 3 de abril, sustituyéndole por Argüelles. 
En 1822 fue miembro de número de la Academia Nacional, presidente de la Junta de Crédito Público y director de la Junta de Sorteos de las Reales Loterías.
Con el retorno del absolutismo en 1823 se restableció a instancias suyas la Junta de Protección del Real Museo de Ciencias Naturales, que había sido disuelta en 1821 por el Gobierno liberal, y fue entonces nombrado su presidente, pasando en 1826 a director del Museo. A propuesta de López Ballesteros, fue designado consejero honorífico de Estado en 1828.
Tras el fallecimiento de Fernando VII fue nombrado socio de honor de la Sociedad Económica de Amigos del País de Santiago de Compostela. Un año después, en 1834, aprobado ya el Estatuto Real, fue nombrado el 17 de junio prócer del Reino, aunque debido a su delicado estado de salud no se presentó a jurar y tomar posesión del cargo hasta el mes de noviembre, participando desde entonces como acreditado tecnócrata en los trabajos de la Comisión de Hacienda del Estamento. 
En las primeras elecciones democráticas de 1837 figuraba como candidato a senador, aunque no resultó elegido, y sólo volvería a la Alta Cámara en 1845, en que fue nombrado, por Real Decreto de la Reina gobernadora de 25 de agosto, senador vitalicio.
En 1847 fue miembro fundador de la Real Academia de Ciencias Exactas, Físicas y Naturales.
El 17 de abril de 1850, a causa de una grave neumonía, falleció soltero en Madrid y fue enterrado en la Sacramental de San Ginés y San Luis. Legó todos sus bienes a sus sobrinos, hijos de Antonio María, mejorando a su sobrina ahijada Jacoba María, casada con Carlos Luis de Arce y Burriel, señor del Pazo do Piñeiro. Su magnífica biblioteca, sin embargo, pasó, por su voluntad, a la Universidad de Santiago de Compostela, en la que Parga se había formado.